# En tout cas (série télévisée)
En tout cas est une série télévisée québécoise en trente épisodes de 23 minutes créée par Rafaële Germain et diffusée entre le 8 janvier 2018 et le 9 mars 2020 sur le réseau TVA.

## Synopsis
L'avenir de Chloé (Anne-Élisabeth Bossé) et pour sa mère Danielle très présente (Guylaine Tremblay) semble encourageant. Chloé gère son restaurant, ses émotions, les gens qui l'entourent, les bonnes et mauvaises critiques et le plus dur, les conseils sans fin de sa mère Danielle. Chloé cherche sans cesse le grand amour mais aucun ne semble être un choix satisfaisant aux yeux de sa mère. Après une nuit très festive, Chloé remet en question le Grand Amour. Existe-il ou lui a-t-il glissé entre les mains ? De son côté, Danielle subira de plein fouet ce qu'elle fait vivre à sa fille par l'arrivée de sa nouvelle colocataire : sa mère. Il y a également Fred (Mickaël Gouin) et sa conjointe Sophie qui se consacrent à leur couple et leur fille pour vivre heureux. À travers plusieurs bons coups et mésaventures, ils réussiront.

## Distribution
- Guylaine Tremblay : Danielle
- Anne-Élisabeth Bossé : Chloé
- Mickaël Gouin : Fred
- Clémence DesRochers : Claudette
- Yan England : Simon Girard
- Sophie Desmarais : Sophie
- Diane Lavallée : Hélène Bouchard
- Yves Jacques : Jim
- Sophie Faucher : Marie
- Mikhail Ahooja : Nicolas
- Laurence Leboeuf : Alexandra
- Fayolle Jean Jr. : Chuck
- Virginie Ranger-Beauregard : Catherine Lefebvre
- Danaé Bégin : Lucille
- Gino Chouinard : Gino Chouinard
- Normand Brathwaite : JF
- Maxime de Cotret : Mathieu
- Patrice Beauchesne : Vianney
- Denis LaRocque : Voisin
- Denis Lévesque : Denis Lévesque
- Emmanuel Bilodeau : Anton Jacovitch
- Frank Schorpion : Paolo
- Gabrielle Tremblay : Jubilée
- Jean-Pierre Cloutier : Docteur
- Gordon Masten : Homme blessé à l'œil
- Céline Cossette : Dame âgée hôpital

## Fiche technique
- Auteurs : Rafaële Germain
- Réalisation : François Jaros
- Société de production : Québecor contenu et Production Casablanca

## Épisodes
- La première saison présente les épisodes 1 à 10 diffusés entre le 8 janvier et le 12 mars 2018.
- La deuxième saison présente les épisodes 11 à 20 diffusés entre le 7 janvier et le 11 mars 2019.
- La troisième saison présente les épisodes 21 à 30 diffusés entre janvier et le 9 mars 2020.